# Stød

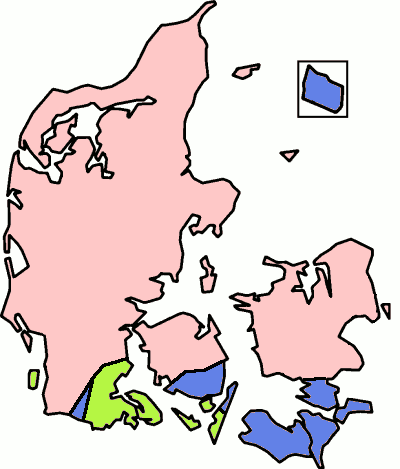
O stød nos dialetos dinamarqueses. Vermelho-claro: parada glotal no dinamarquês padrão; Verde: entonação musical como no sueco e no norueguês; Azul: nenhum dos anteriores.

O stød (AFI:ˈsd̥øð) é um fenômeno fonético especial da língua dinamarquesa.

## Fonética
O stød pode ser pronunciado de várias maneiras, mas na língua comum é realizado normalmente como uma tensão na glote ou similar, mas na fala cuidadosa é realizado como uma parada glotal.
Em várias línguas a parada glotal ocorre ou como um fonema especial (em inúmeras línguas semíticas), ou como um alofone (ex. no dialeto do inglês de Cockney butter (AFI:buʔer)) ou como um glide (por exemplo,  o som que vem antes das vogais no alemão AFI:beʔachten).
Na língua dinamarquesa o stød não conta como um fonema distinto, porque ele é ligado à sílaba e não é um som por si só, e sim uma mudança no modo de articulação. O stød pode mudar o significado de um imenso número de palavras, como nas palavras hun(ela) e hund(cachorro)pronúnciaⓘ, que se diferenciam apenas pelo stød.

## Ortografia
O stød não possui nenhuma letra especial na ortografia dinamarquesa. Porém, há a tendência de que palavras monossilábicas, que terminam em -nd (com o d "mudo") têm o stød, enquanto que palavras monossilábias que terminam em-n (com vogal curta), não o têm: hund ~ hun(cachorro ~ ela), mand. ~ man(homem ~ se), vend ~ ven(uso ~ amigo).
Na transcrição fonética, o stød ou a parada glotal é indicado pelos caracteres [ʔ] (U+0294 Latin letter glottal stop), [ˀ] (U+02C0 Modifier letter glottal stop) ou por um apóstrofo.